# Ingetraut Ludolphy
Ingetraut Ludolphy (* 2. März 1921 in Dresden; † 17. November 2014 ebenda) war eine deutsche Theologin und Historikerin.

## Leben
Nach dem Studium der Naturwissenschaften in Jena und Dresden war Ludolphy zunächst von 1946 bis 1951 in Zschopau und als Gymnasiallehrerin der Oberschule Dresden-Süd für naturwissenschaftliche Fächer tätig, nahm aber dann das Studium der Evangelischen Theologie in Leipzig auf. Dieses schloss sie im Jahr 1956 mit Examen und einer von Franz Lau betreuten und am 28. Mai 1956 eingereichten regionalhistorischen Dissertation über Henrich Steffens ab. Schon 1961 wurde sie in Leipzig – ebenfalls bei Franz Lau im Fach Kirchengeschichte – mit ihrer am 3. November 1960 eingereichten Arbeit Die Natur bei Luther habilitiert.
Eine heimliche Geldsammlung (zur Bezahlung von Anwälten in Zusammenhang mit Konflikten mit dem DDR-Staat – aufgrund der weitgehenden Monopolstellung eines marxistisch bestimmten Geschichtsbildes in der DDR) für zwei Lehrkräfte der Theologischen Fakultät blieb dem Ministerium für Staatssicherheit nicht verborgen und führte u. a. dazu, dass Ludolphy keine Professur bekam und ihr Lebenswerk zu Friedrich dem Weisen von Sachsen nicht unzensiert in der DDR gedruckt werden konnte. So wurde Ludolphys Kollege Ulrich Kühn schon 1964 der Universität Leipzig verwiesen, während Ludolphy weiterhin – allerdings unter erheblichem politischen Druck – als Dozentin arbeiten konnte, bis sie schließlich 1975 sich offiziell ausschließlich der Forschung widmen durfte.
Mit 60 Jahren wurde Ludolphy in den Ruhestand versetzt. Ihre Ausreise aus der DDR führte sie nach Franken zu ähnlich lutherisch orientierten Personen. Diese unterstützten sie sowohl im Blick auf den Lebensunterhalt als auch bei der Veröffentlichung einer ausführlichen, wissenschaftlichen Biografie Friedrich der Weise: Kurfürst von Sachsen 1463–1525. In Erlangen wurde sie zur Honorarprofessorin ernannt und vertrat den Lehrstuhl für neuere Kirchengeschichte nach Gerhard Müller. Sowohl an der kirchlichen Augustana-Hochschule Neuendettelsau (Lehrstuhlvertretung für Wolfgang Sommer) als auch an den Universitäten in Tübingen (Lehrstuhlvertretung für Heiko Augustinus Oberman) und Erlangen lehrte Ludolphy sowohl Kirchengeschichte als auch Konfessionskunde. Nach vier Jahren wurde sie 1985 schließlich zur Professorin ernannt. Nach der Wende 1989 beschäftigte sich eine Kommission mit den Laufbahn-beeinträchtigenden politischen Faktoren seit den 1960er Jahren, was in die Ernennung zur Professorin sächsischen Rechts im Jahr 1994 mündete.
Ihre letzten Lebensjahre verbrachte sie, von schwerer Krankheit gezeichnet, im Schwanenhaus der Diakonissenanstalt Dresden. Die von Ludolphy gegründete Prof.-Ludolphy-Stiftung (Dresden) unterstützt die Erziehung und Bildung insbesondere am Evangelischen Kreuzgymnasium Dresden.
Sie starb am 17. November 2014 im Alter von 93 Jahren in Dresden. Die Trauerfeier fand am 26. November 2014 in der Diakonissenhauskirche statt. Danach wurde sie auf dem Dresdner Nordfriedhof beerdigt.

## Leistungen
Ludolphy blieb während der beiden deutschen Diktaturen des Nationalsozialismus und der DDR sowohl ihren christlichen Überzeugungen als auch ihrer sächsischen Heimat treu und widmete sich trotz beruflicher Repressalien der kirchenhistorischen Lehre und reformationshistorischen Forschung. Ihr opus magnum zu Friedrich dem Weisen von Sachsen gilt nach wie vor als grundlegend.

## Veröffentlichungen (Auswahl)
- Henrich Steffens. Sein Verhältnis zu den Lutheranern und sein Anteil an Entstehung und Schicksal der altlutherischen Gemeinde in Breslau. Diss. (masch.) Leipzig 1956.= Evangelische Verlagsanstalt Berlin 1962 (Theologische Arbeiten; 17);
- Die Natur bei Luther. Habilitationsschrift (maschinenschriftlich), Leipzig 1960.
- Luther und der Kaiser. In: Luther-Jahrbuch 32 (1961), S. 110–120.
- Luther über Astrologie. In: Und fragten nach Jesus. Beiträge aus Theologie, Kirche und Geschichte. Festschrift für Ernst Barnikol zum 70. Geburtstag. Evangelische Verlagsanstalt, Berlin 1964, S. 168–176.
- Die Ursachen der Gegnerschaft zwischen Luther und Herzog Georg von Sachsen. In: Verantwortung. Untersuchungen über Fragen aus Theologie und Geschichte. Zum sechzigsten Geburtstag von Landesbischof D. Gottfried Noth DD. Hrsg. v. Evangelisch-Lutherischen Landeskirchenamt Sachsens, Evangelische Verlagsanstalt, Berlin 1964.
- Die Ursachen der Gegnerschaft zwischen Luther und Herzog Georg von Sachsen. In: Luther-Jahrbuch 32 (1965), S. 28–44.
- Die Voraussetzungen der Religionspolitik Karls V. (= Aufsätze und Vorträge zur Theologie und Religionswissenschaft, Heft 32). Evangelische Verlagsanstalt 1965.
- Was Gott an uns gewendet hat. Lutherstudien. Evangelische Verlagsanstalt, Berlin 1965.
- Die 95 Thesen Martin Luthers. In lateinischer und in hochdeutscher Sprache. Hg., übersetzt und mit Anmerkungen versehen von Ingetraut Ludolphy, Evangelische Verlagsanstalt, Berlin 1967.
- Die Frau in der Sicht Martin Luthers. In: Vierhundertfünfzig Jahre lutherische Reformation. Festschrift für Franz Lau zum 60. Geburtstag, hg. v. Helmar Junghans, Ingetraut Ludolphy und Kurt Meier. Evangelische Verlagsanstalt, Berlin / Vandenhoeck & Ruprecht, Göttingen 1967, 204–221.
- Illustrated History of the Reformation. Bearbeitet von Ingetraut Ludolphy, Concordia Publ. House, Saint Louis / London 1967.
- Die Unentbehrlichkeit der theologischen Arbeit für die Gemeinde. In: Albrecht Peters (Hrsg.): Die Frage nach Gott (= Fuldaer Hefte 17). Lutherisches Verlagshaus, Berlin / Hamburg 1967.
- Die ganze Christenheit auf Erden. Untersuchung einer Stellung Luthers zur Ökumene. Franz Lau zum 65. Geburtstag, in: ThLZ 97./1972 (Heft 2), Sp. 89–96.
- Zur Geschichte der Auslegung des Evangelium infantium. In: Gerhard Krause (Hrsg.): Die Kinder im Evangelium. Magdeburg 1973 (PSA; 10), S. 31–51.
- Der Kampf Herzog Georgs von Sachsen gegen die Einführung der Reformation in Sachsen. In: Das Hochstift Meißen. Sonderausgabe zu Herbergen der Christenheit, Berlin 1973, 165–183.
- Was sagt Luther zu Strukturfragen? In: Luther 2/1974.
- Das Newe Testament Deutzsch (Faksimile-Ausgabe), Deutsche Bibelstiftung, Stuttgart 1978.
- Die religiöse Einstellung Friedrich des Weisen, Kurfürst von Sachsen, vor der Reformation als Voraussetzung seiner Lutherschutzpolitik. In: Jahrbuch für Geschichte des Protestantismus in Österreich 96 (1980), S. 74–89.
- VDMIAE. Ein „Reim“ der Reformationszeit. In: Jahrbuch der Hessischen Kirchengeschichtlichen Vereinigung 33. (1982), 279–282.
- Die 95 Thesen Martin Luthers, hg. und kommentiert von Ingetraut Ludolphy, Martin-Luther-Bund, Erlangen 1983, ISBN 3-87513-030-8.
- Von der Schwierigkeit, Luther zu feiern. In: Jahrbuch Martin-Luther Bund 30 (1983), S. 48–55.
- Zwei Stützen der Reformation, Kurfürst Friedrich von Sachsen und Langraf Philipp von Hessen. In: Jahrbuch der Hessischen Kirchengeschichtlichen Vereinigung 34. (1983), 17–27.
- Die Frau in der Sicht Martin Luthers. In: Hans Jürgen Schultz (Hrsg.): Luther kontrovers. Kreuz Verlag, Stuttgart / Berlin 1983, ISBN 3-7831-0694-X.
- Friedrich der Weise: Kurfürst von Sachsen 1463–1525. Vandenhoeck & Ruprecht, Göttingen 1984, ISBN 3-525-55392-7.
- Wem predigen sie? Deutschsprachige Lutheraner in Nordamerika. In: Jahrbuch Martin-Luther-Bund 1990, S. 151–168.
- Zurück zu den Wurzeln. In: Jahrbuch Martin-Luther-Bund 1992, 167–185.
- Katharina Lutherin von Bora. In: Pfarramtskalender, Vandenhoeck & Ruprecht, Göttingen 1999, S. 9–25.
- Franz Lau (1907–1973). Kirchenhistoriker und Anwalt evangelischer Diaspora. In: Jahrbuch Martin-Luther-Bund 48 (2001), ISBN 978-3-87513-127-7, S. 205f.
- Die Unentbehrlichkeit der theologischen Arbeit für die Gemeinde. In: Lutherische Beiträge 2/2005
- Das neue Testament Deutsch, Edition Leipzig / Archiv Verlag, Leipzig / Braunschweig 2005 (Begleittext: Ingetraut Ludolphy).
- Das neue Testament Deutsch, Edition Leipzig, Leipzig 2006, ISBN 3-361-00605-8 (Begleittext: Ingetraut Ludolphy).
- Die 95 Thesen Martin Luthers. hg. und kommentiert von Ingetraut Ludolphy, Martin-Luther-Bund, Erlangen 2006, ISBN 3-87513-030-8.
- Friedrich der Weise: Kurfürst von Sachsen 1463–1525. Leipziger Universitätsverlag, Leipzig 2006, ISBN 3-86583-138-9.

## Auszeichnungen
Ludolphy bekam 1976 den Ehrendoktortitel Doctor of Humane Letters des Augustana Colleges in Rock Island, Illinois (USA). Da sie zur Verleihung nicht aus der DDR ausreisen durfte, wurde ihr der akademische Ehrentitel in der Nikolaikirche in Leipzig überreicht, ohne diesen Titel in der DDR führen zu können.
Die Universität Leipzig rehabilitierte Ludolphy  nach der politischen Wende und verlieh ihr 1994 den „Professorentitel sächsischen Rechts“.